# Ieud
Ieud (maďarsky Jód, v jidiš יועד‎, alternativně Yoed, Yoid) je vesnice Ieud v župě Maramureš, Sedmihradsko, Rumunsko.

## Geografie
Leží na severní straně Ciblešských hor (rumunsky Munții Țibleș), na břehu potoka Ieud, který se vlévá do řeky Iza, 51 km jihovýchodně od Maramureše. Většinu její hranice tvoří pastviny a lesy pohoří Cibles. Má čtyři malé skupiny domů, z nichž dvě nejvýznamnější jsou Gura Ieudului a Plopșor. První z nich se nachází u hlavní silnice, podél příjezdové cesty do obce, druhá na jižním výběžku příjezdové cesty.

## Památky
Ve vesnici stojí dřevěná cerkev Narození Panny Maie, jedna z osmi dřevěných svatyň v oblasti Maramureš zapsané na seznam světového dědictví UNESCO.